# 小手指站

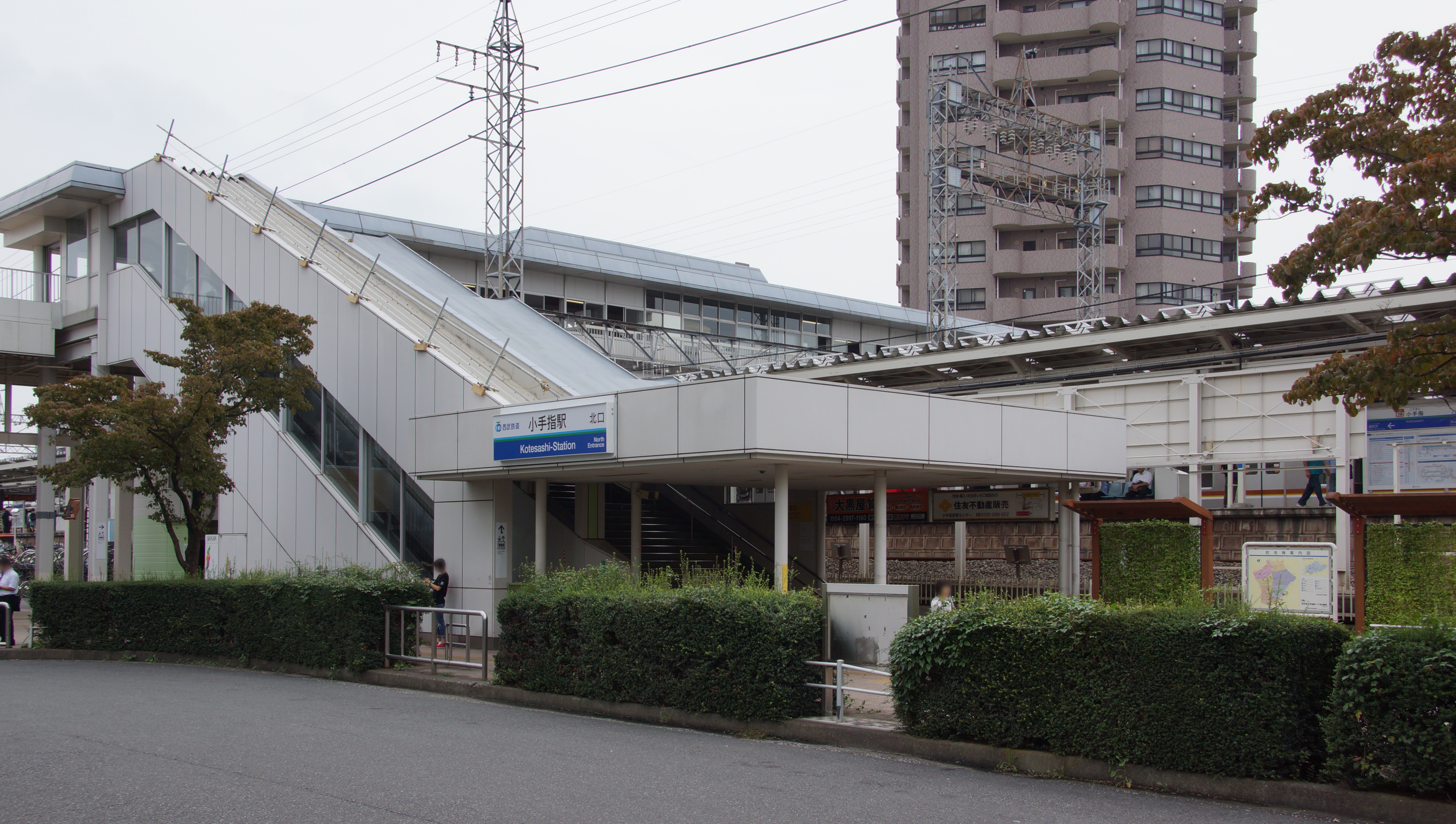
北口（2016年9月）

小手指站（日语：／ Kotesashi eki */?）是位於埼玉縣所澤市小手指町，屬於西武鐵道池袋線的鐵路車站。車站編號是SI19。車站西邊有小手指車輛基地。

## 車站構造

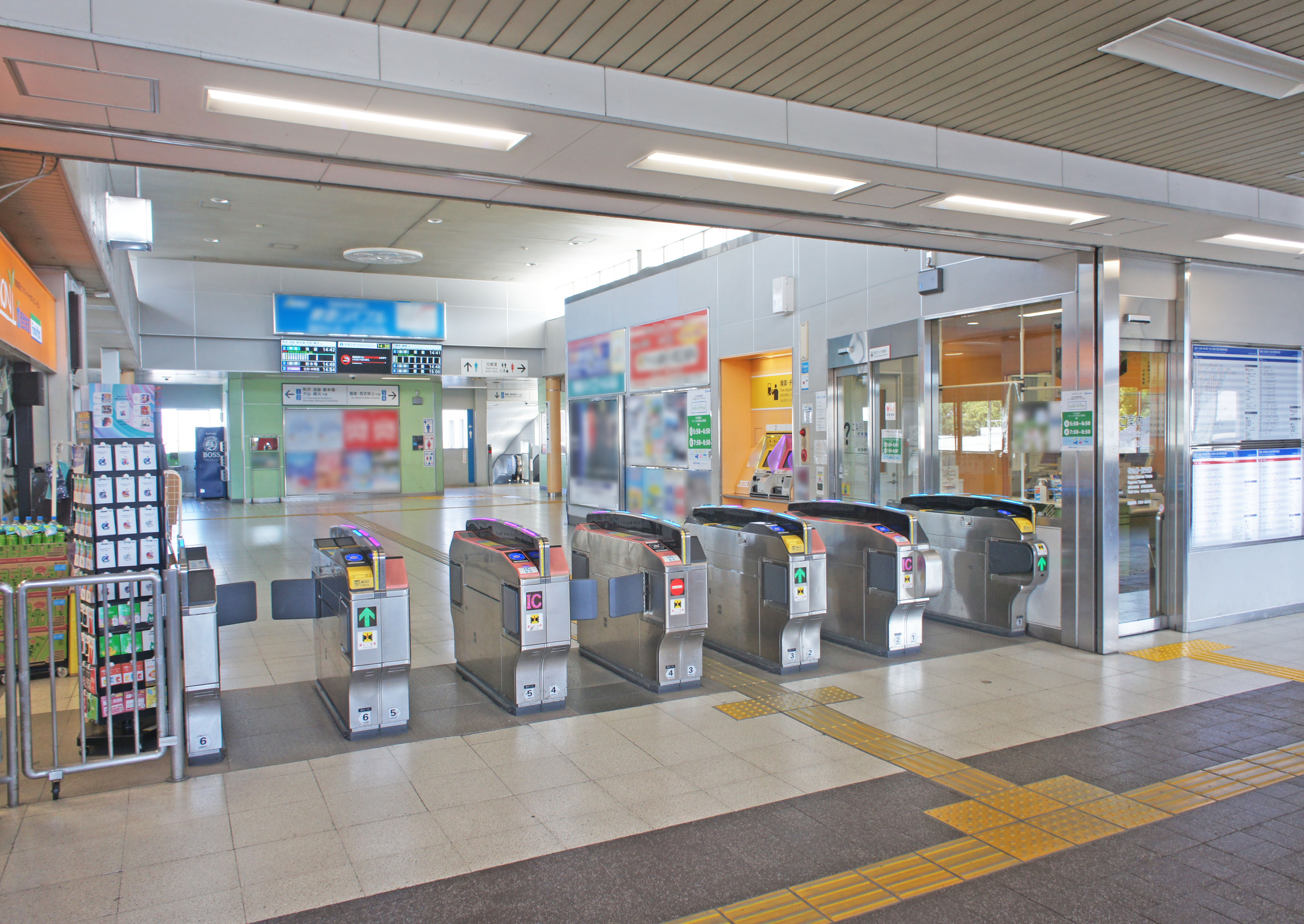
驗票閘口（2022年7月）

本站為島式月台2面4線的地面車站，並設有跨站式站房。站內設有對應無障礙設施設備的扶手電梯和升降機、多機能廁所。下行月台上則設有候車室。

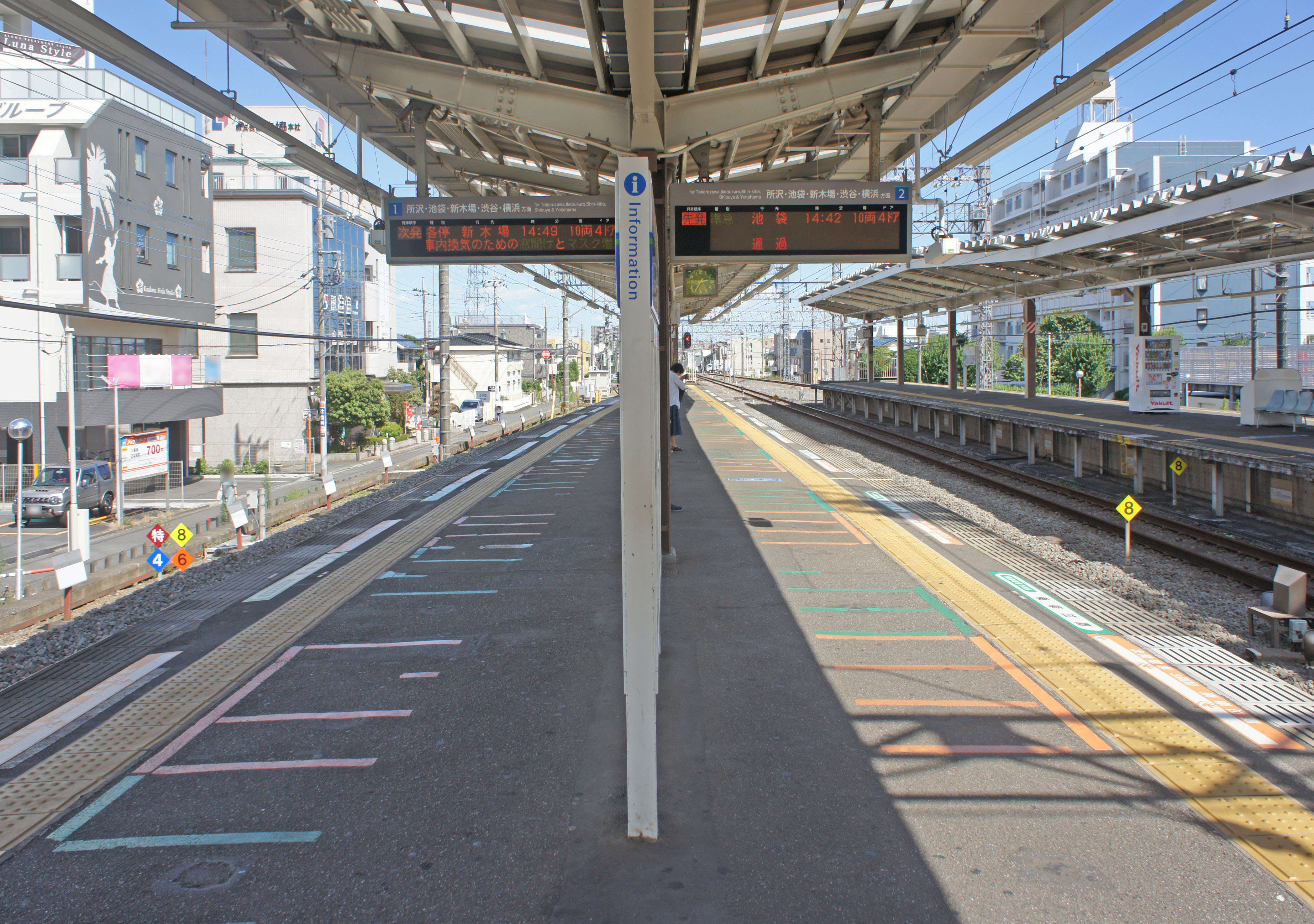
1號與2號月台（2022年7月）

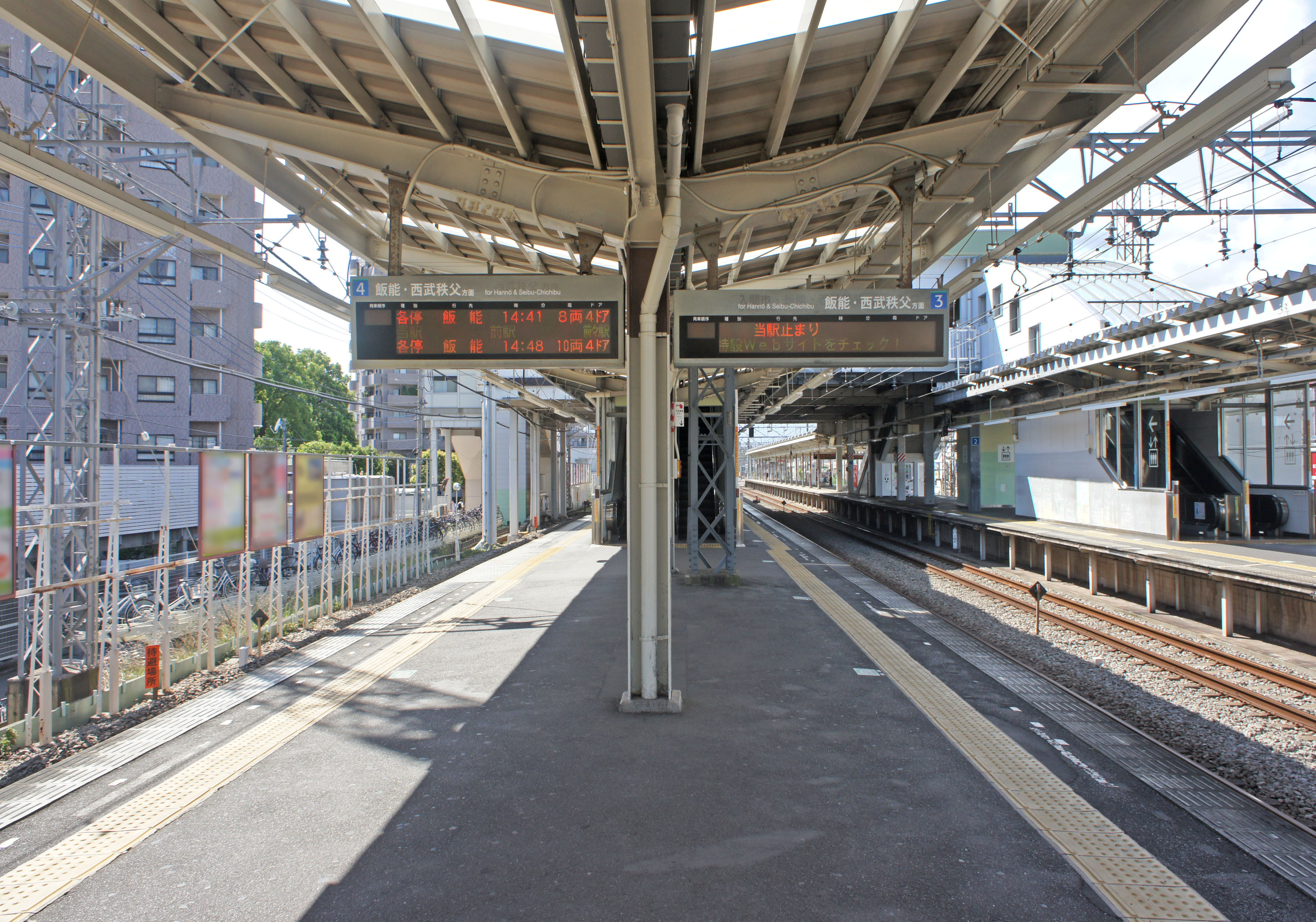
3號與4號月台（2022年7月）

### 月台配置
| 月台 | 路線   | 方向 | 目的地                                   |
| ---- | ------ | ---- | ---------------------------------------- |
| 1、2 | 池袋線 | 上行 | 所澤、池袋、新木場、澀谷、橫濱、豐洲方向 |
| 3、4 | 池袋線 | 下行 | 飯能、西武秩父方向                       |

## 利用狀況
2016年度1日平均上下車人次為49,203人。西武鐵道全部92個車站當中排行第19位。
近年1日平均上下車人次以及上車人次的推移如下表。
| 年度               | 1日平均 上下車人次 | 1日平均 上車人次 |
| ------------------ | ------------------ | ---------------- |
| 2002年（平成14年） | 45,439             |                  |
| 2003年（平成15年） | 46,005             |                  |
| 2004年（平成16年） | 46,804             |                  |
| 2005年（平成17年） | 47,619             |                  |
| 2006年（平成18年） | 48,383             |                  |
| 2007年（平成19年） | 48,696             |                  |
| 2008年（平成20年） | 49,091             |                  |
| 2009年（平成21年） | 48,668             |                  |
| 2010年（平成22年） | 48,004             |                  |
| 2011年（平成23年） | 46,571             |                  |
| 2012年（平成24年） | 47,336             |                  |
| 2013年（平成25年） | 48,338             |                  |
| 2014年（平成26年） | 48,058             |                  |
| 2015年（平成27年） | 48,696             |                  |
| 2016年（平成28年） | 49,203             |                  |

## 相鄰車站
西武鐵道

 池袋線
■快速急行
所澤（SI17）－小手指（SI19）－入間市（SI23）
■急行、■通勤急行、■快速、■準急、■各站停車（通勤急行只限上行運行）
西所澤（SI18）－小手指（SI19）－狹山之丘（SI20）
■通勤準急（只限上行運行，大泉學園站為止各站停車）
西所澤（SI18） ← 小手指（SI19）

## 外部連結
- 小手指 - 西武鐵道